# Karadigere Kaval, Tumkur
Karadigere Kaval là một làng thuộc tehsil Tumkur, huyện Tumkur, bang Karnataka, Ấn Độ.